# Aïe, robot !
Aïe, robot ! (France) ou Messieurs les robots (Québec) (Them, Robot)  est le 17e épisode de la saison 23 de la série télévisée Les Simpson.

## Synopsis
Un vendredi après-midi, M. Burns annonce que les employés de la centrale nucléaire devront être soumis à un test de dépistage des drogues. Au grand désespoir de Homer, l’alcool est aussi considéré comme une drogue, d'où le fait qu'il ne pourra pas en boire jusqu'à la fin de la semaine. Cependant, lors d’un brunch avec Patty et Selma, Homer boit accidentellement un verre de champagne. Le lundi matin, en arrivant à la centrale, il découvre immédiatement qu’il est loin d’être le seul à redouter le test médical : la grande majorité des employés ne voulant pas le passer, cela va coûter des milliers de dollars à M. Burns. Refusant de devoir dépenser davantage d’argent pour payer les erreurs de ses employés, Burns annonce que toute personne travaillant à la centrale sera remplacée par un robot. Heureusement pour Homer, il est l'unique employé désigné par M. Burns pour faire les choses qui feraient perdre du temps aux robots. Homer devra à présent passer ses journées à travailler aux côtés des machines...

## Réception
Lors de sa première diffusion l'épisode a rassemblé 5,24 millions de téléspectateurs.